# Aegle marmelos
Aegle marmelos é uma árvore da família das Rutaceas, nativa de Bangladesh e Índia. Posteriormente foi introduzida no Sudeste da Ásia. A árvore é considerada sagrada pelos Hindus.
É um arbusto de folha caduca ou árvore de pequeno a médio porte, até 13m de altura, com ramos delgados.
Seu fruto é chamado Fruta de Bael.